# Ефименко, Максим Афанасьевич
Максим Афанасьевич Ефименко (1925—1985) — командир орудия танка 20-й танковой бригады (11-й танковый корпус, 1-й Белорусский фронт), сержант — на момент представления к награждению орденом Славы 1-й степени.

## Биография
Родился 3 февраля 1925 года в станице Андреевская Динского района Краснодарского края.
В 1943 году был призван в Красную Армию и направлен в воздушно-десантные войска. В боях Великой Отечественной войны с мая 1944 года. 
26—30 июля 1944 года подбил бронетранспортёр с пехотой и подавил 2 миномёта с расчётами. 17 августа 1944 года сержант Ефименко Максим Афанасьевич награждён орденом Славы 3-й степени.
16 января 1945 года ворвался в город Радом (Польша), огнём и гусеницами уничтожил три автомашины, два вездехода и свыше 10 солдат. 8 марта 1945 года сержант Ефименко Максим Афанасьевич награждён орденом Славы 2-й степени.
14—23 апреля 1945 года в районах населённых пунктов Марцан, Лихтенберг 12-15 км северо-восточнее Берлина и в самом Берлине подбил тяжёлый танк, вывел из строя 4 зенитные установки, 4 противотанковые орудия, большое количество солдат и офицеров противника.
Указом Президиума Верховного Совета СССР от 15 мая 1946 года за исключительное мужество, отвагу и бесстрашие сержант Ефименко Максим Афанасьевич награждён орденом Славы 1-й степени. Стал полным кавалером ордена Славы.
Умер 30 сентября 1985 года в городе Жёлтые Воды.